# Martusiwka
Martusiwka (ukr. Мартусівка) – wieś na Ukrainie, w obwodzie kijowskim, w rejonie boryspolskim, w hromadzie Hora. W 2024 liczyła 908 mieszkańców, spośród których 904 wskazało jako ojczysty język ukraiński, 4 rosyjski.